# Ла Танге, Генри
Генри Герберт Ла Танге (англ. Henry Herbert La Thangue; 19 сентября 1859, Лондон — 21 декабря 1929, Лондон) — английский художник — постимпрессионист и натуралист.

## Жизнь и творчество
Г.Ла Танге получил образование в Далвичском колледже, где познакомился со Стэнхоупом Форбсом и Фредериком Гудаллом. Затем он учился в школе искусств Лвмбер и, с 1874 года, в школе при Королевской академии художеств (КАХ). В декабре 1879 Ла Танге награждается золотой медалью КАХ и стипендией для учёбы в парижской Школе изящных искусств. Кроме этого, он получает рекомендательное письмо от президента КАХ Ф.Лейтона к Ж.-Л.Жерому, у которого Ла Танге затем учится в течение 3 лет.
В этот свой парижский период художник подпадает под влияние живописи французских натуралистов и Дж. Уистлера. Летние месяцы 1881 и 1882 годов он проводит на этюдах на побережье Бретани, вместе со многими другими художниками, в том числе Жюлем Бастьен-Лепажем. Летом 1883 года Ла Танге едет в долину Роны. Созданные в этот период полотна художник выставляет в Королевском обществе британских художникоа и в Королевском обществе художников маслом.
В 1886 году Ла Танге возвращается в Лондон. В том же году он участвует в первой выставке Нового английского художественного клуба и принимает участие в дебатах о том, какую политику должен проводить новый клуб. В конце 1880-х художник живёт в Норфолке, где пишет преимущественно сельские пейзажи. В 1891 открывается выставка его работ в КАХ. В это время Ла Танге подпадает под влияние творчества группы художников Ньюлинской школы. Основой его тематики являются крупноформатные реалистические жанровые композиции. В 1896 году, про приглашению Дж. Уистлера, президента Международного общества художников, скульпторов и графиков, в галерее общества состоялась выставка полотен Ла Танге. В начале XX столетия мастер проявляет всё больший интерес к импрессионизму. Он посещает Прованс и Лигурию, где много рисует. Перед началом Первой мировой войны в Лестере открывается большая выставка картин Ла Танге, сделанных в Южной Европе, и имевшая большой успех. После войны, в 1920-е годы, художник вновь длительное время живёт в Лигурии и в Испании, пишет южные пейзажи и жанровые сценки.

## Галерея

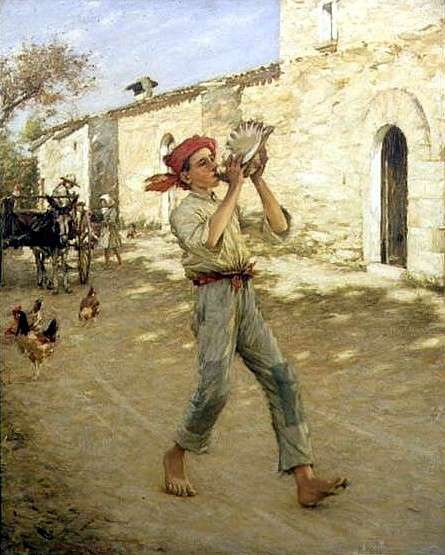
Плачущая Рыба в Испании
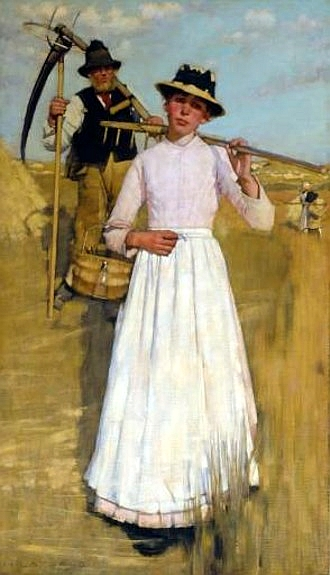
Возвращение косаря (1886)
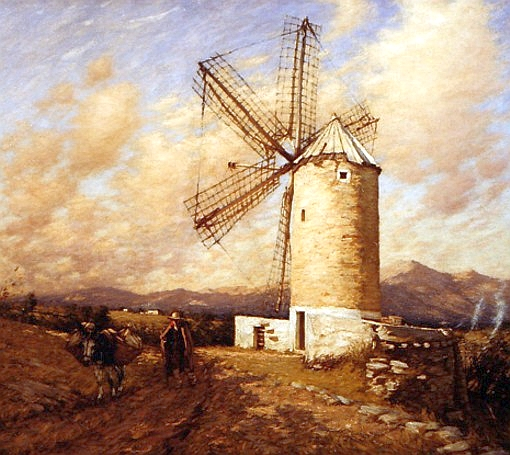
Испанская мельница (1921)
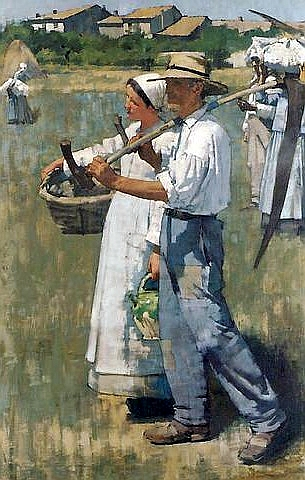
В Дофине (1885)
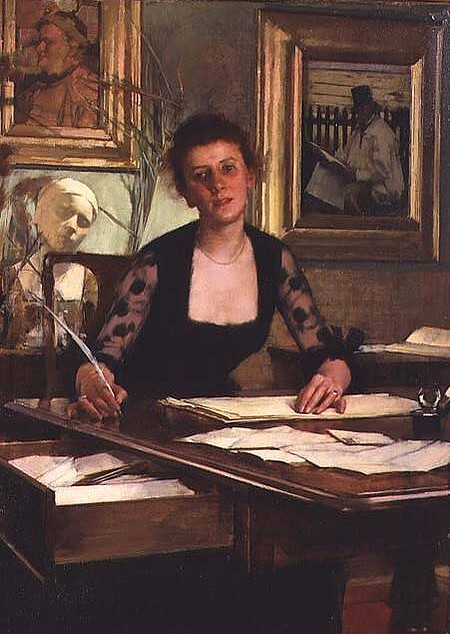
Жена художника
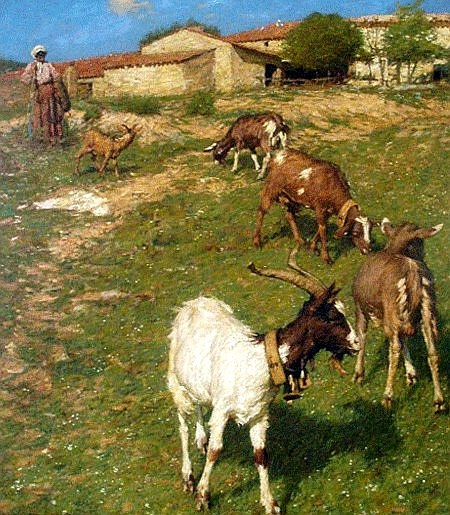
Ферма в провинции
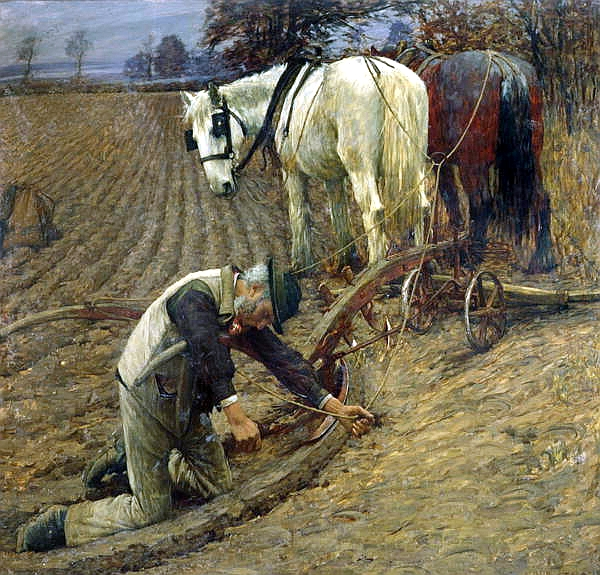
Последняя борозда (1895)
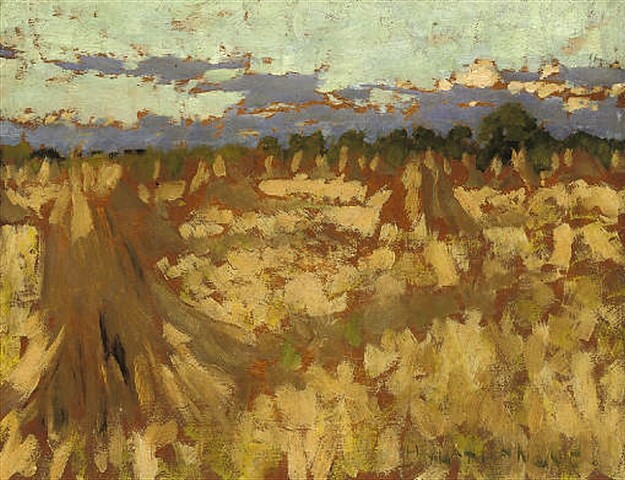
Стога сена
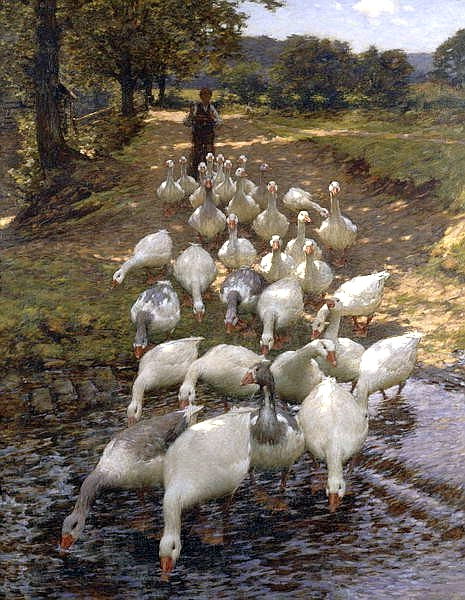
Водный плеск
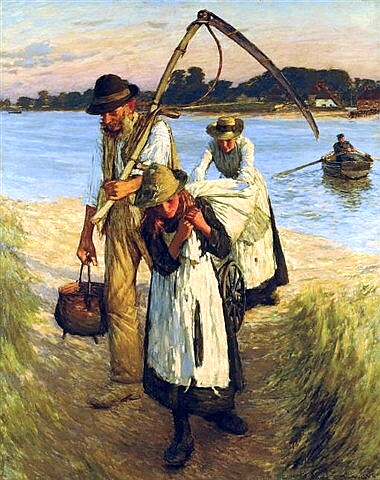
Путешествие сборщиков урожая
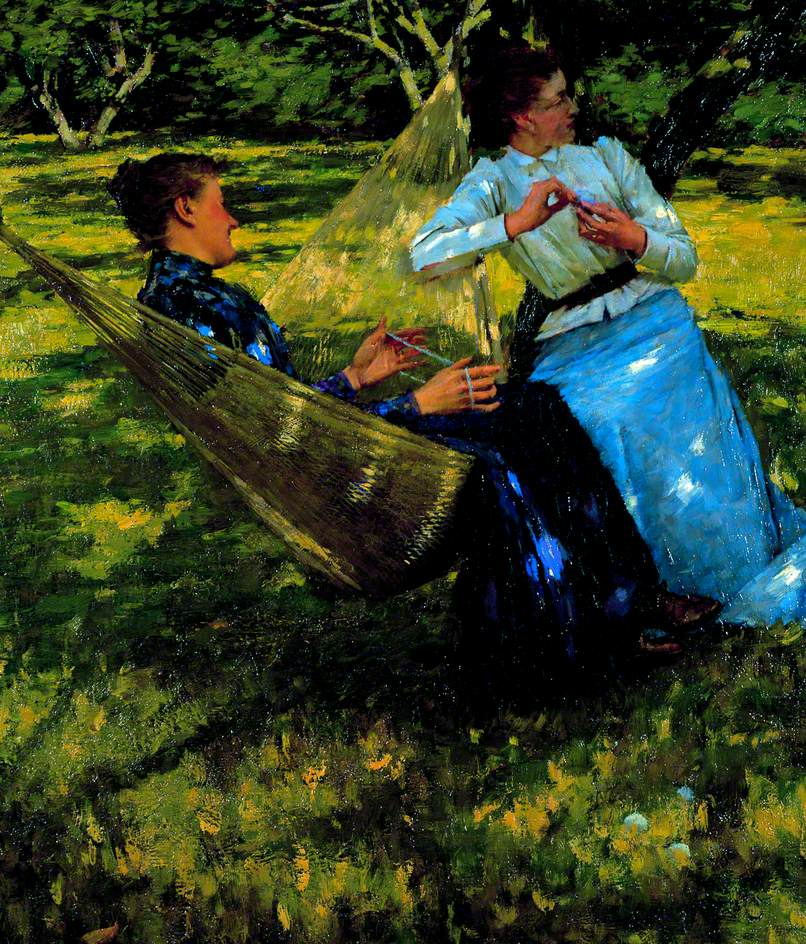
В саду (1893)
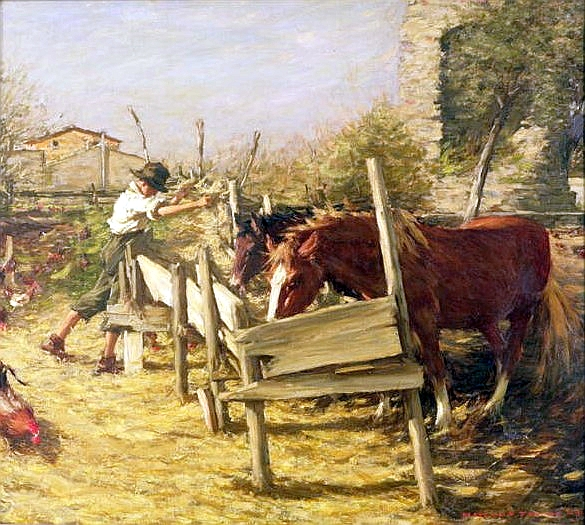
Дорога Аппиана